# Lakselv
Lakselv (en sami septentrional: Leavdnja; en kven: Lemmijoki) és el poble més gran i el centre administratiu del municipi de Porsanger, al comtat de Finnmark, Noruega. El poble és a l'extrem sud de la gran fiord de Porsanger. El 2,22 quilòmetres quadrats té una població (2013) de 2.258 habitants, que dona al poble una densitat de població de 1.017 habitants per quilòmetre quadrat. El poble consta de moltes botigues i supermercats, així com els serveis del sector públic i privat. L'església de Lakselv es troba a la part central del poble.
La ruta europea E06 travessa el poble. L'aeroport de Lakselv-Banak es troba al poble. L'aeroport compta amb connexions a Tromsø, Alta i Kirkenes operats per Wideroe, així com vols xàrter a la temporada d'estiu.
La zona és ideal per a la pesca de salmó, la truita de riu, la truita alpina, i la pesca de tímals al llarg dels mesos d'estiu al riu Lakselva que travessa el poble. També hi ha grans oportunitats de senderisme al desert àrtic dels voltants, com al Parc Nacional de Stabbursdalen just a l'oest del llogaret. Durant l'hivern, l'esquí, safaris en moto de neu, pesca en gel i trineus tirats per gossos són activitats populars, hi ha una sèrie de pistes d'esquí il·luminades disponibles a la zona.